# Mops
Mops és un gènere de ratpenats de la família dels molòssids que es troba al continent africà, Iemen, Madagascar, Zanzíbar, Malàisia, Sumatra, Borneo i Java.

## Taxonomia
Aquest gènere fou considerat antigament un subgènere de Tadarida.
Subgènere Chaerephon
- Ratpenat cuallarg del duc dels Abruços (M. aloysiisabaudiae)
- Ratpenat cuallarg d'Ansorge (M. ansorgei)
- Ratpenat cuallarg d'Atsinanana (M. atsinanana)
- Ratpenat cuallarg tacat (M. bivittatus)
- Ratpenat cuallarg del Pacífic (M. bregullae)
- Ratpenat cuallarg de Chapin (M. chapini)
- Ratpenat cuallarg de Gallagher (M. gallagheri)
- Ratpenat cuallarg de Miller (M. jobensis)
- Ratpenat cuallarg bicolor (M. jobimena)
- Ratpenat cuallarg de Dobson (M. johorensis)
- Ratpenat cuallarg de Grandidier (M. leucogaster)
- Ratpenat cuallarg d'orelletes (M. major)
- Ratpenat cuallarg de Nigèria (M. nigeriae)
- Ratpenat cuallarg de nas arrugat (M. plicatus)
- Ratpenat cuallarg menut (M. pumilus)
- Ratpenat cuallarg de les Seychelles (M. pusillus)
- Ratpenat cuallarg rogenc (M. russatus)
- Ratpenat cuallarg de les Salomó (M. solomonis)
- Ratpenat cuallarg de São Tomé (M. tomensis)

Subgènere Mops
- Ratpenat cuallarg de l'illa Pemba (Mops bakarii)
- Ratpenat cuallarg angolès (Mops condylurus)
- Ratpenat cuallarg de Medje (Mops congicus)
- Ratpenat cuallarg de Mongalla (Mops demonstrator)
- Mops leucostigma
- Ratpenat cuallarg midas (Mops midas)
- Ratpenat cuallarg malai (Mops mops)
- Ratpenat cuallarg de Niangara (Mops niangarae)
- Ratpenat cuallarg de panxa blanca (Mops niveiventer)
- Ratpenat cuallarg de Sulawesi (Mops sarasinorum)
- Ratpenat cuallarg de Trevor (Mops trevori)

Subgènere Xiphonycteris
- Ratpenat cuallarg moçambiquès (Mops brachypterus)
- Ratpenat cuallarg pigmeu (Mops nanulus)
- Ratpenat cuallarg de Peterson (Mops petersoni)
- Ratpenat cuallarg de Spurrell (Mops spurrelli)
- Ratpenat cuallarg de Railer (Mops thersites)